# Ленинградское шоссе (Выборг)
Ленингра́дское шоссе — одна из главных улиц Выборга. Пролегает от Красной площади до промзоны «Лазаревка» и далее до Черкасовской развязки, где переходит в автомагистраль «Скандинавия».

## История
Территорию по обеим сторонам дороги, ведущей в Петербург, начали застраивать в первой половине XVIII века, когда после пожара в 1738 году власти не разрешали жителям селиться около крепости Корон-Санкт-Анна и в Земляном городе. Так возник Петербургский форштадт — городское предместье, главной улицей которого стал участок Петербургской дороги, получивший название Большая улица. На этой улице было выстроено несколько красивых больших деревянных зданий, принадлежавших русским купцам, но большую часть застройки составляли маленькие домики небогатых горожан.
В 1780-х годах Санкт-Петербургская дорога была спрямлена, расширена и благоустроена. Участок дороги от Петербургских ворот Выборгской крепости до форштадта представлял собой бульвар с мощёными тротуарами. Тогда же была вымощена булыжником и площадь вокруг Красного колодца, через которую с этого времени проходила дорога.
После большого городского пожара 1793 года согласно генеральному плану, утверждённому в 1794 году императрицей Екатериной II, в Выборгской крепости была окончательно сформирована Петербургская улица, соединившая Петербургские ворота и бастион Вальпорт. Она пролегла по краям главной городской площади и плац-парада, и застройка улицы стала частью проектировавшегося ансамбля общественных зданий в стиле классицизма, включавшего лютеранскую церковь, здание городского общества, подковообразные в плане гостиный двор и присутственные места. Но в конце XVIII века после ликвидации наместнического правления при Павле I на земельных участках, предназначавшихся под строительство присутственных мест и домов губернатора и вице-губернатора, были выстроены центральные казармы.
В XIX веке на планах Выборга участки дороги в Санкт-Петербург с бульваром и застройкой Петербургского форштадта рассматриваются в качестве части Петербургской улицы.
В 1861 году выборгским губернским землемером Б. О. Нюмальмом был разработан городской план, предусматривавший снос устаревших укреплений Рогатой крепости и формирование сети новых прямых улиц, разделивших территорию бывшего форштадта на участки правильной формы. Так форштадт слился с городом, и на месте бульвара появился городской парк-эспланада, отделивший центральный участок улицы от магистрального, который сохранил название Санкт-Петербургской улицы (или Петербургской, швед. St. Peterburgska gatan, фин. Pietarinkatu).

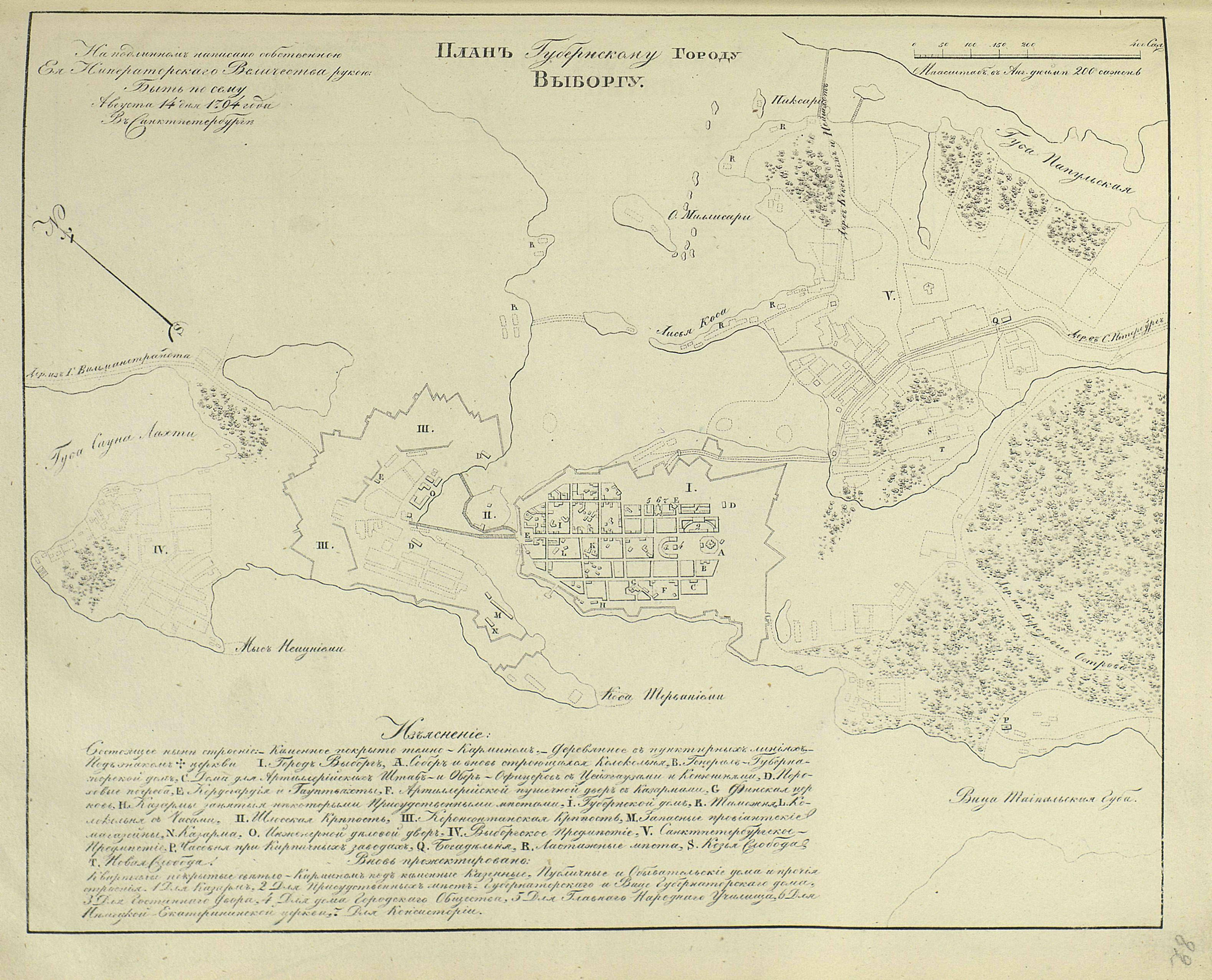
Генеральный план Выборга (1794 год)
План Выборга с предместьями 1802 года из «Атласа Финляндской губернии с уездами и городами и планами всем публичным строениям 1803 года». На плане обозначена Петербургская улица
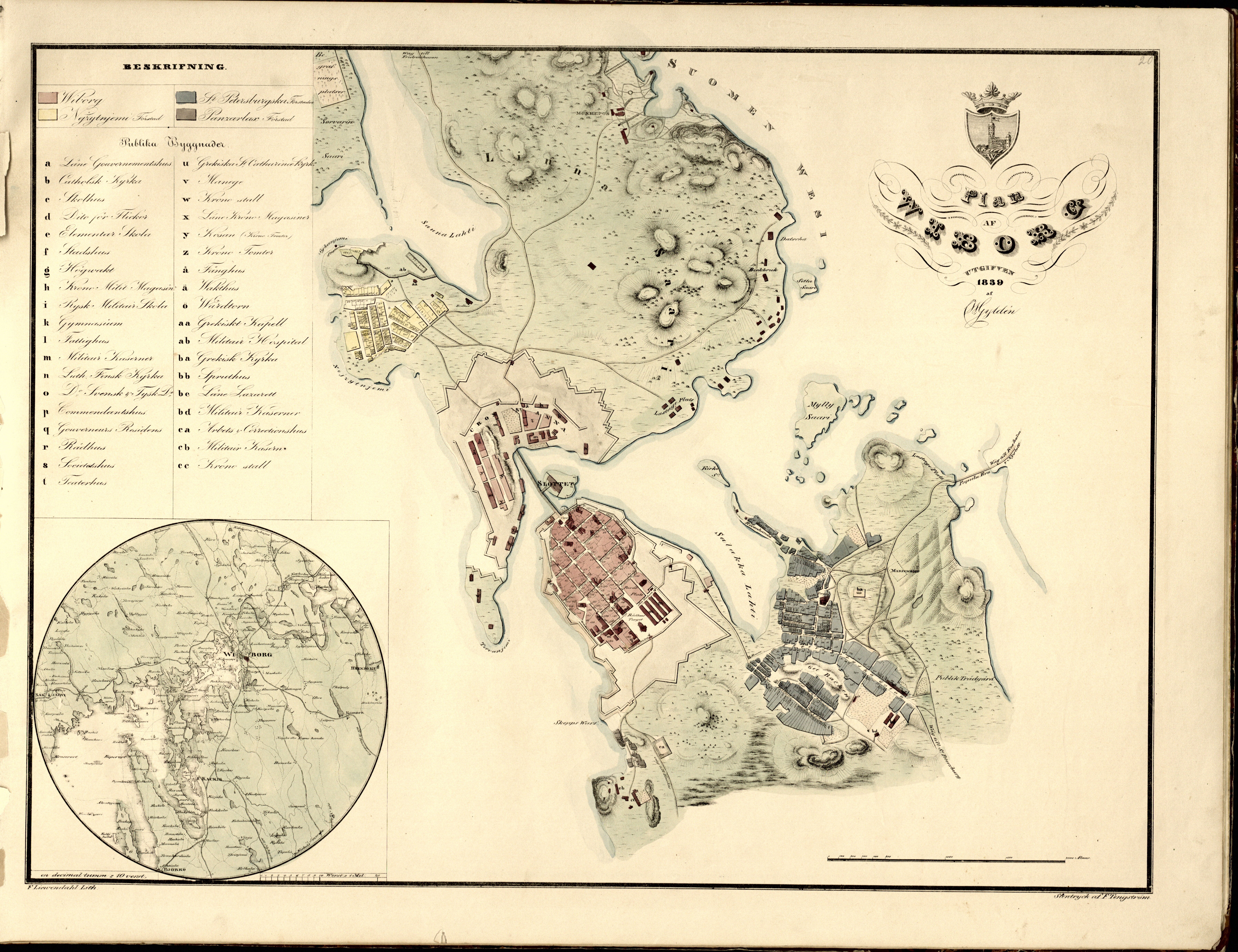
Шведоязычный план Выборга 1839 года. Магистраль, проходящая через центр города и Петербургский форштадт — St. Peterburgska gatan
Генеральный план Выборга (1861 год)
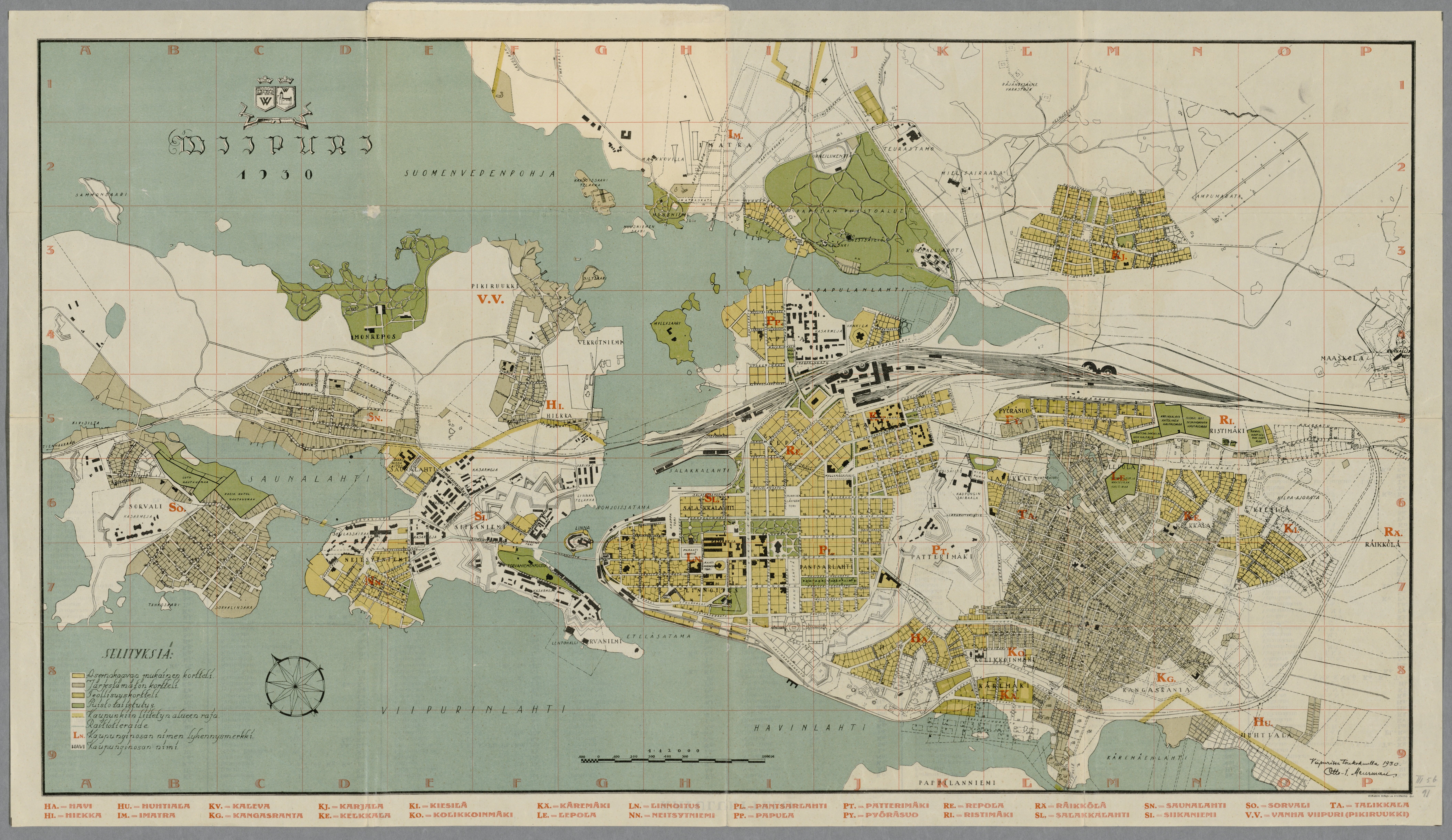
План Выборга 1930 года

Улица по-прежнему повторяет очертания старой Петербургской дороги, хотя от деревянной застройки форштадта ничего не сохранилось: старые постройки на рубеже XIX и XX столетий сменились многоэтажными доходными домами, крупнейшим из которых стал дом Массинена. Петербургские ворота были разобраны, а новое начало улицы — въезд на площадь Красного Колодца — оформлено домами с башнями по проекту архитектора А. Шульмана: здание компании «Отсо» и здание компании «Арина». В камне были перестроены корпуса Выборгской губернской больницы, занявшие целый квартал. Построенное в 1939 году здание страховой компании «Карьяла» было самым высоким жилым зданием в Выборге вплоть до строительства на той же улице в 1967 году двенадцатиэтажного жилого дома.
С 1929 года, после провозглашения независимости Финляндии и до Советско-финляндской войны (1939—1940) улица официально называлась Kannaksenkatu (Перешеечная улица). В юго-восточной части города она переходила в Kannaksentie (Перешеечная дорога), за которым с 1944 года закрепилось современное название.

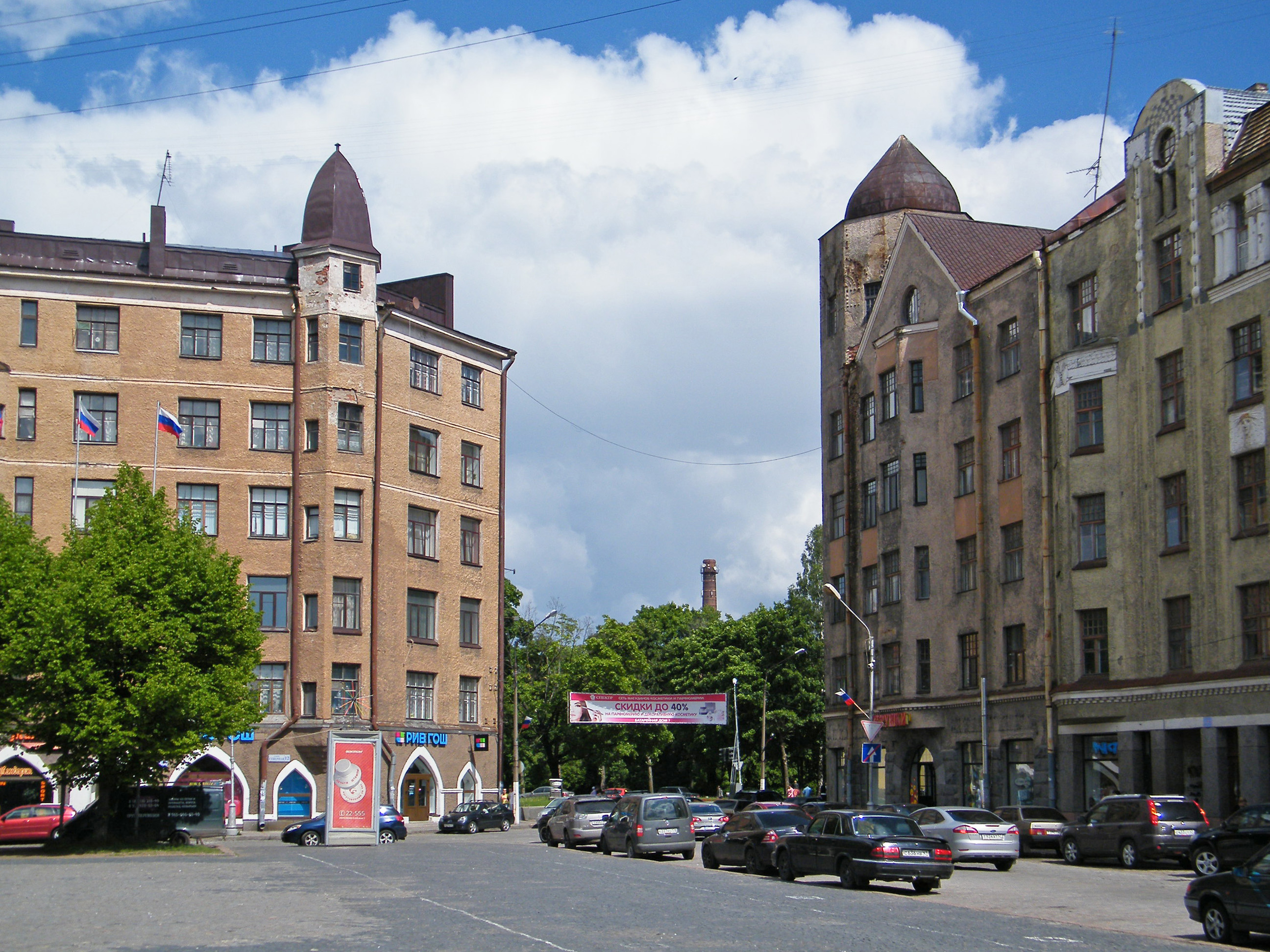
Начало Ленинградского шоссе на Красной площади
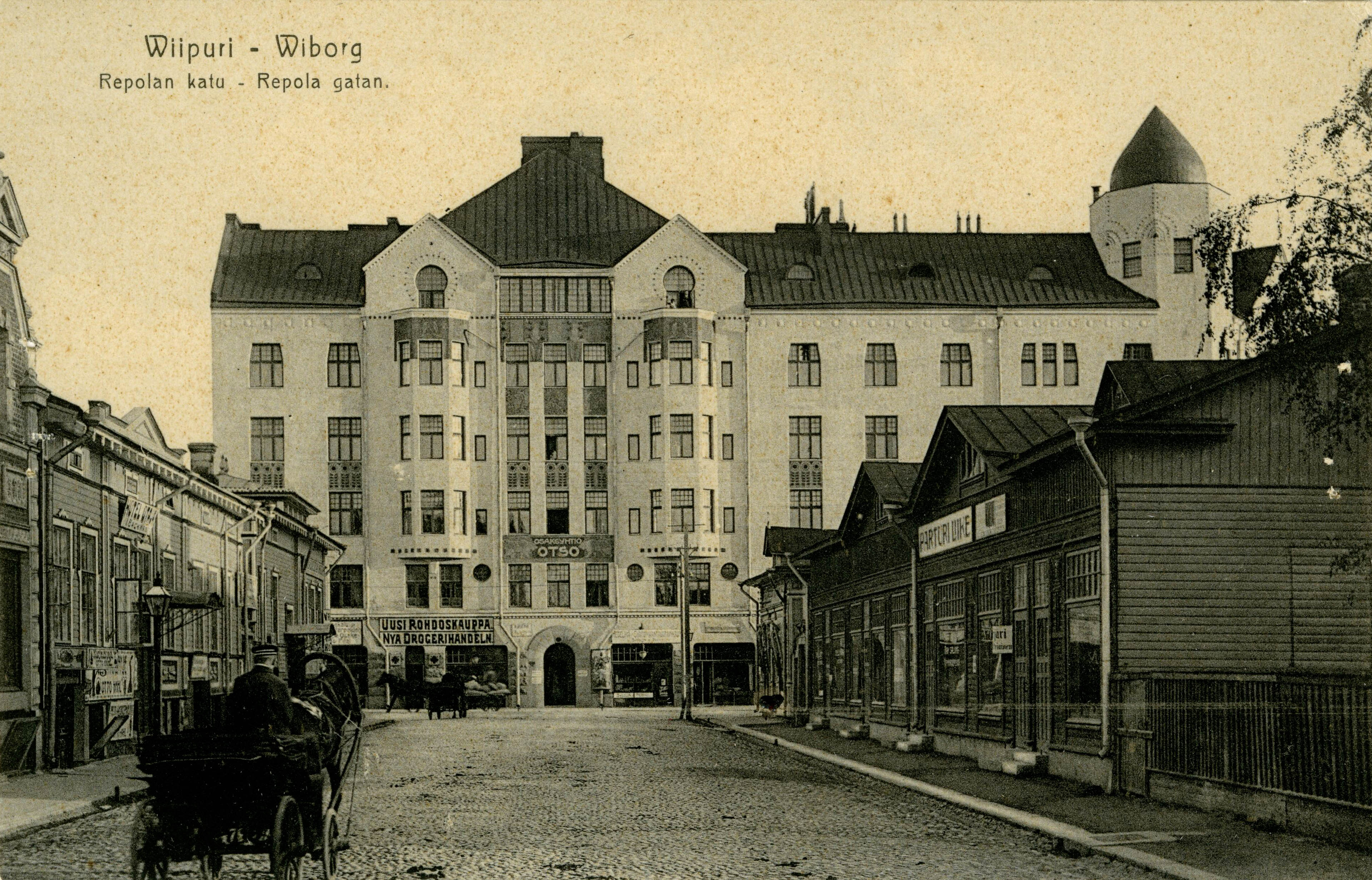
Дом компании «Отсо» (д. 1)
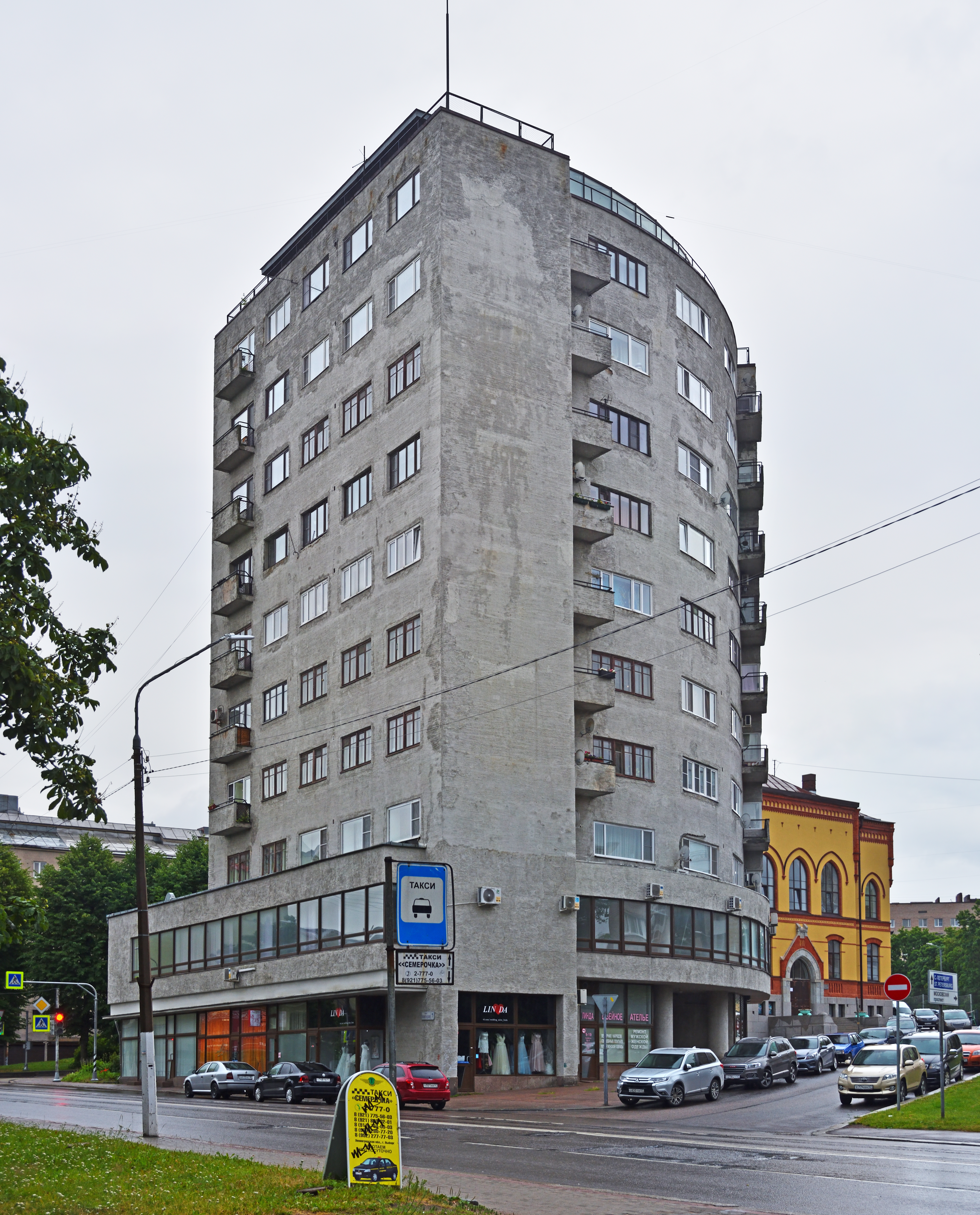
Здание СК «Карьяла» — «Выборгский небоскрёб» (д. 7)
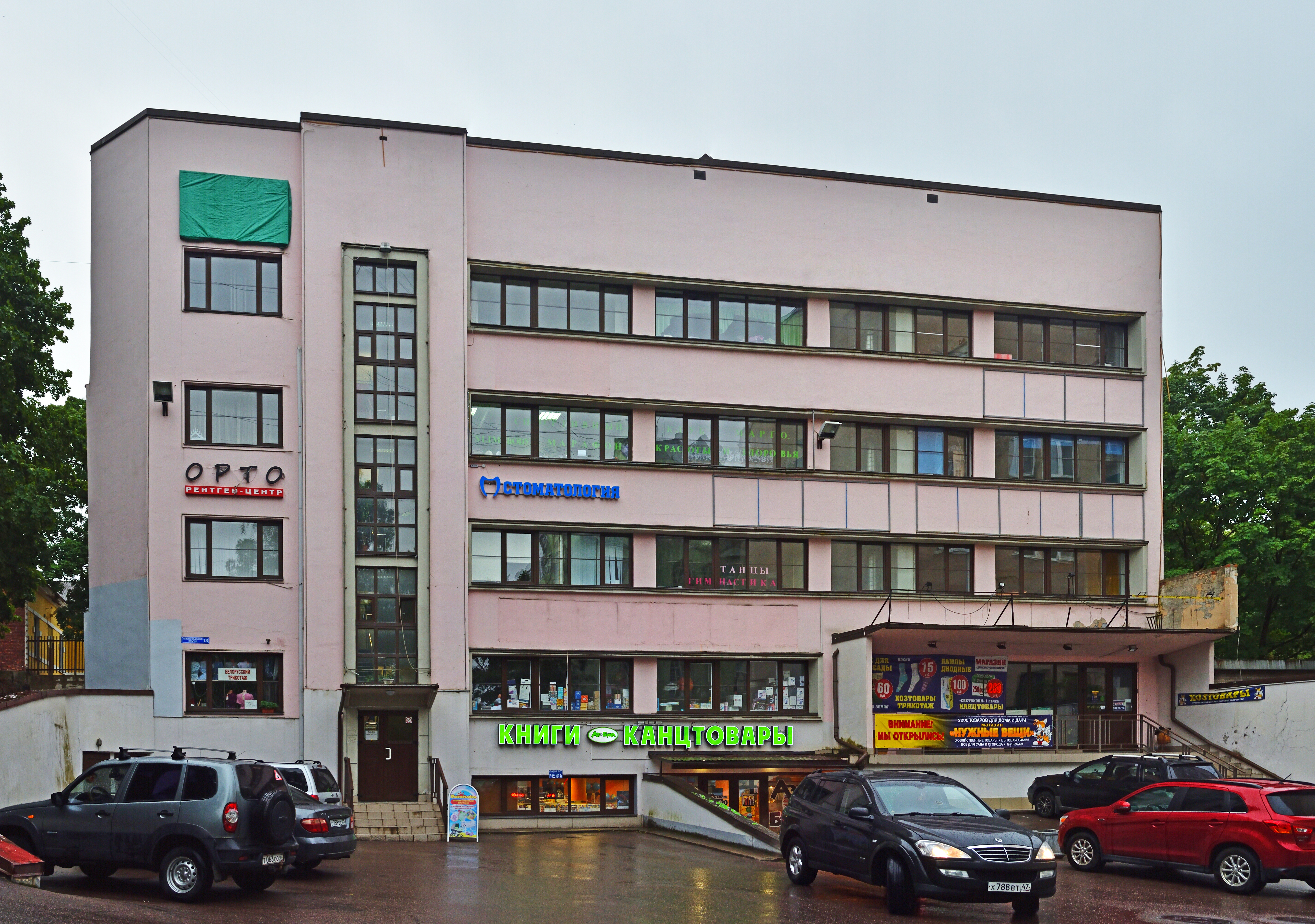
Здание хлебозавода (д. 13)
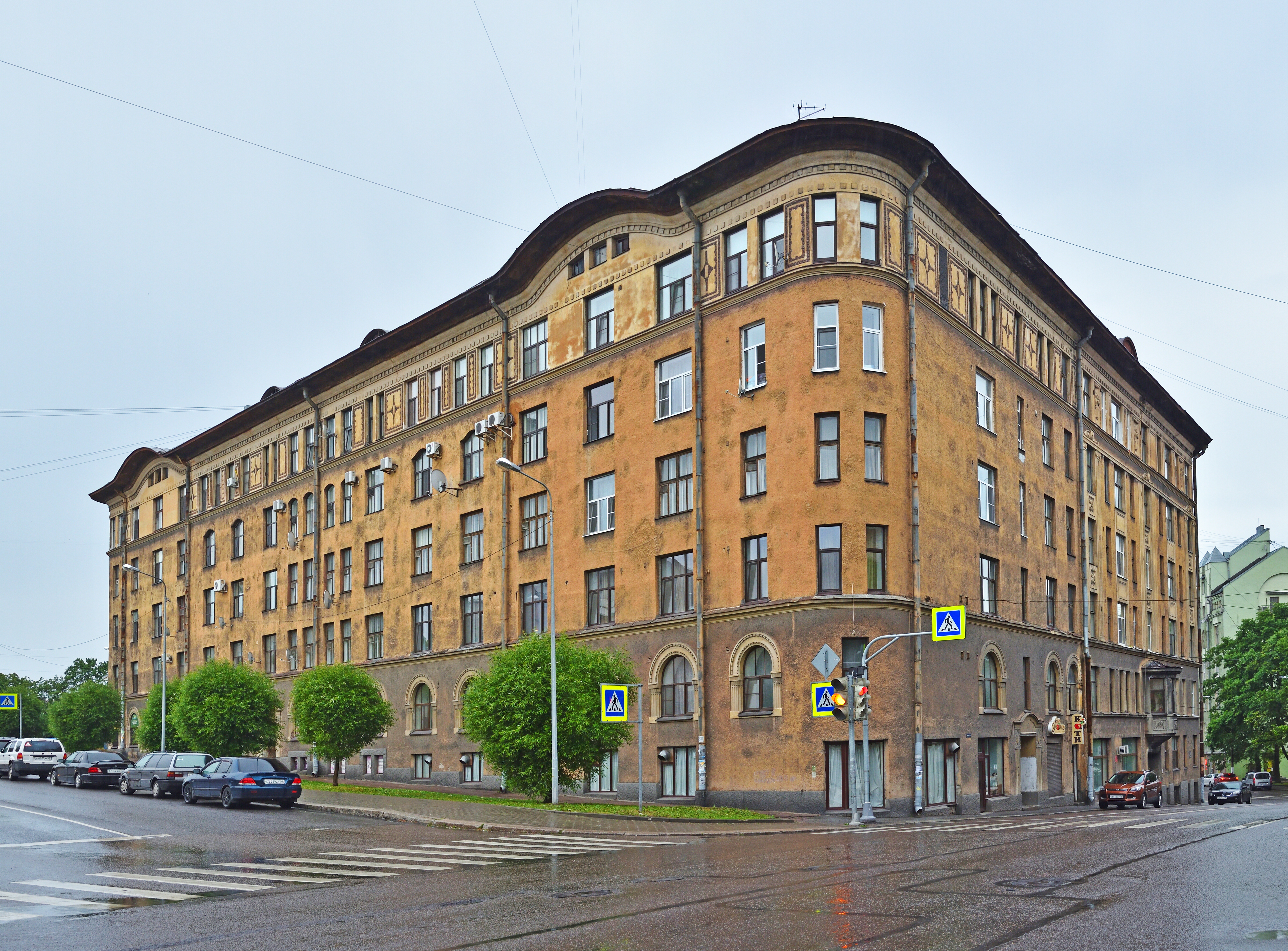
Дом Массинена (д.15)
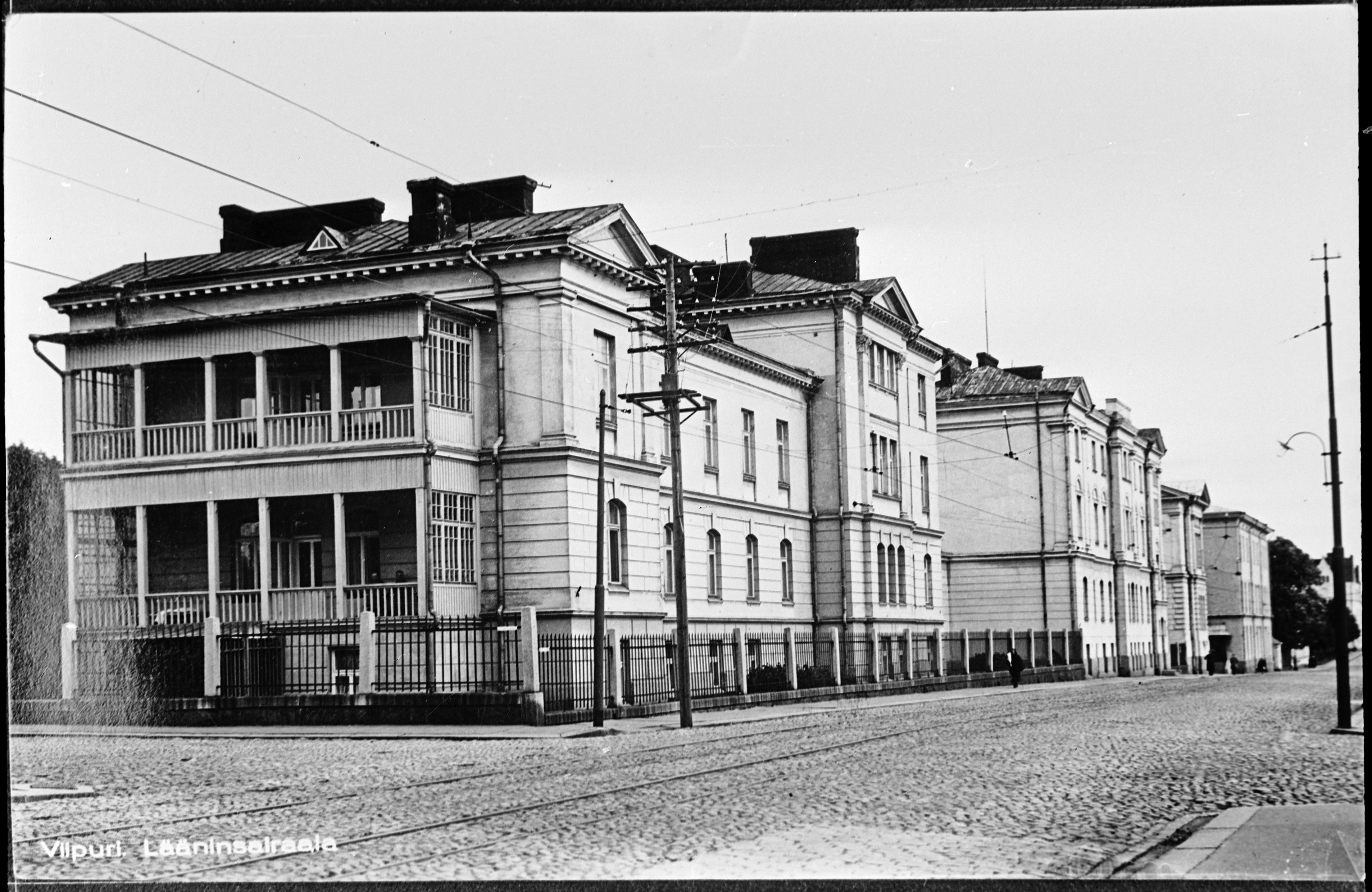
Губернская больница в 1920-х годах (дд. 24-26)

В соответствии с генеральным планом Выборга 1929 года, разработанным архитектором О.-И. Меурманом, предполагалось выпрямить въезд в город с юго-восточной стороны, проложив главную городскую автодорогу от Южного кладбища до района дома Лаллукки. Функции шоссе должны были перейти к широкой улице Калеванкату — основной составной части спроектированной автомагистрали. Однако работы по пробивке нового шоссе, проводившиеся в 1930-х годах, были прерваны в связи с началом военных действий, а после войны спрямлённые участки были отнесены не к Первомайской улице, а к Ленинградскому шоссе, сохранившему статус одной из важнейших транспортных артерий города, части магистрального движения автотранспорта, следующего через Выборг. По шоссе проходит несколько автобусных маршрутов. До 1957 года Ленинградское шоссе входило в маршрут Выборгского трамвая.
Застройка улицы понесла большие разрушения в ходе Советско-финляндской войны 1939—1940 годов и Великой Отечественной войны. Например, не сохранились Выборгский ипподром и храм Всех Святых. До неузнаваемости преобразилась построенная перед войной по проекту Р. Юпюя часовня для отпевания с моргом, недолго прослужившая по первоначальному назначению.
С 1960-х годов освободившиеся участки активно застраивались типовыми жилыми многоквартирными домами советской архитектуры — «хрущёвками» и панельными и кирпичными домами более поздних серий. В числе зданий общественного назначения — больничный городок железнодорожников, строительство которого завершено в 1962 году. Ряд сохранившихся зданий довоенного периода внесён в реестр объектов культурного наследия в качестве архитектурных памятников. Так сложилась многоэтажная жилая застройка шоссе, дополненная размещением в юго-восточной части торговых центров («Находка», «Магнит» и др.).
К шоссе примыкают сад Скульптуры, сквер Молодёжи, сквер Мужества с мемориалом военнослужащим, погибшим в Афганистане, Чечне и на Украине, а также городские кладбища Ристимяки и Южное. В послевоенное время был оформлен парадный въезд в город: в 1957 году установлен памятник советскому воину-победителю (скульптор Н. М. Каракаш), ставший частью мемориального комплекса освободителям Выборга, открытого в 1975 году к 30-летию Победы. В 1961 году открыт памятник финским красногвардейцам (скульптор В. С. Чеботарёв, архитектор А. М. Швер). А в 2007 году у входа на Южное кладбище, где захоронены павшие в годы Великой Отечественной войны, сооружена часовня Святого Великомученика Георгия Победоносца.
Генеральным планом Выборга предусматривается создание транспортной магистрали — дублёра Ленинградского шоссе — путём продления проспекта Победы.

## Изображения

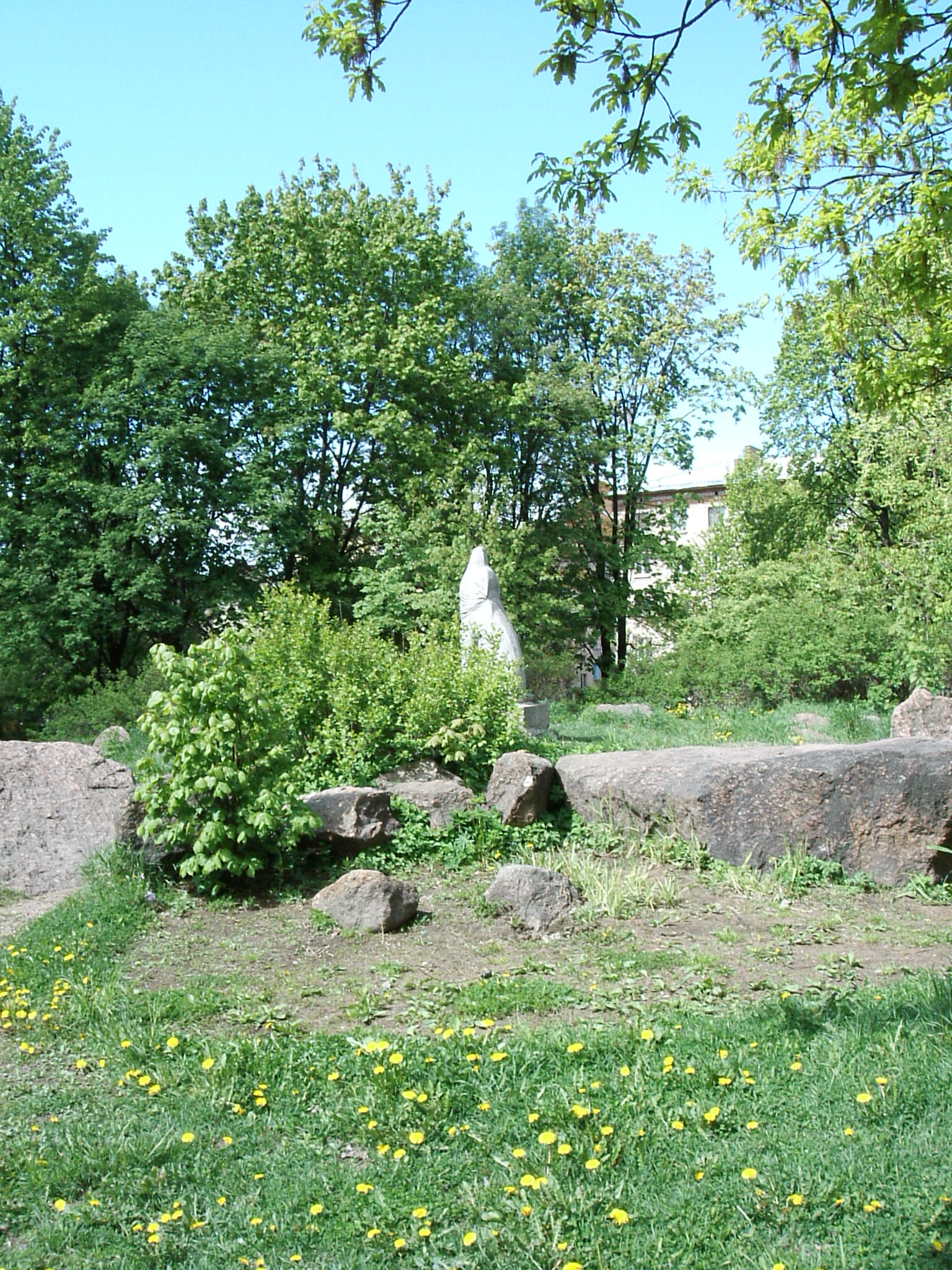
Сад Скульптуры
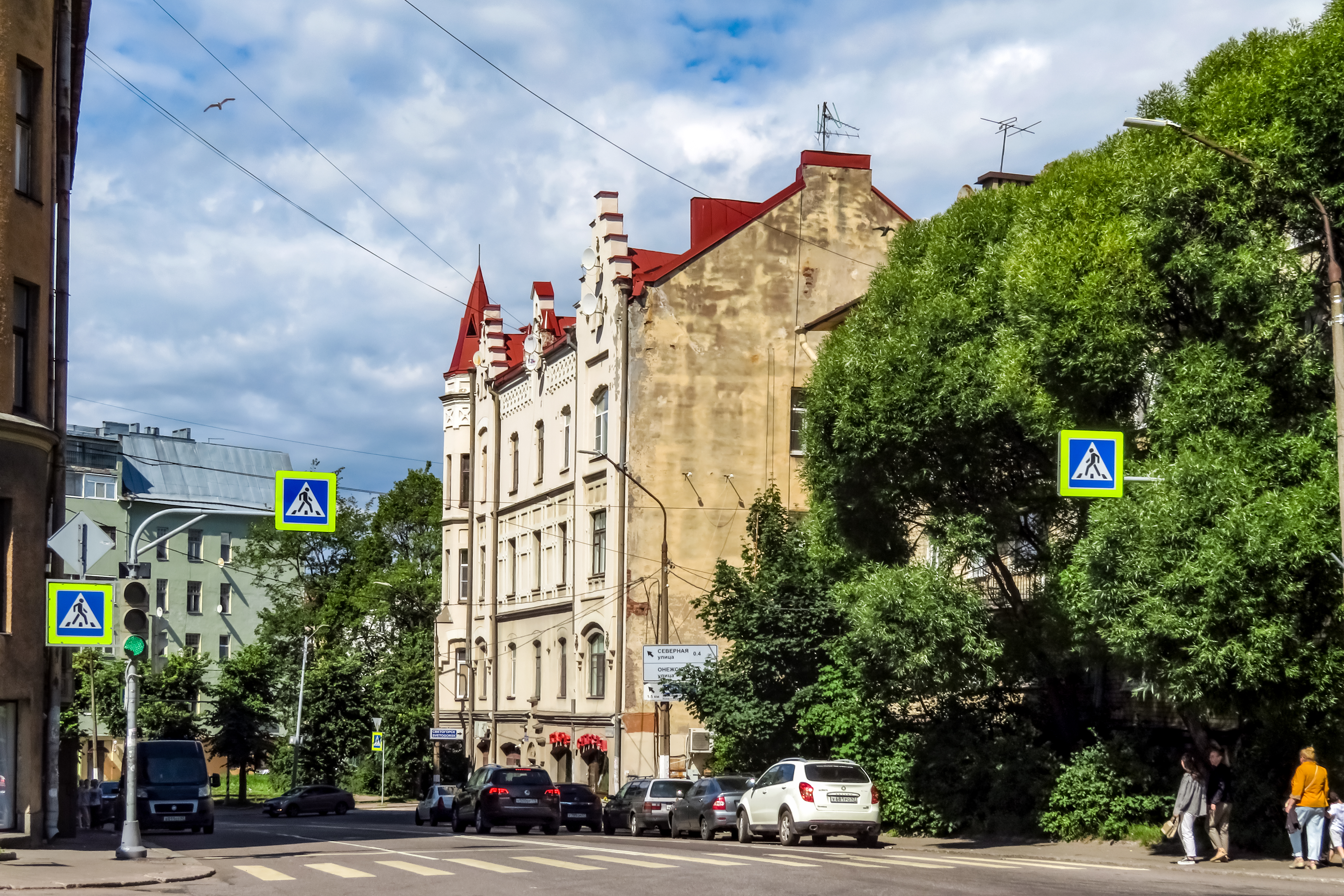
Дом купца Кушакова
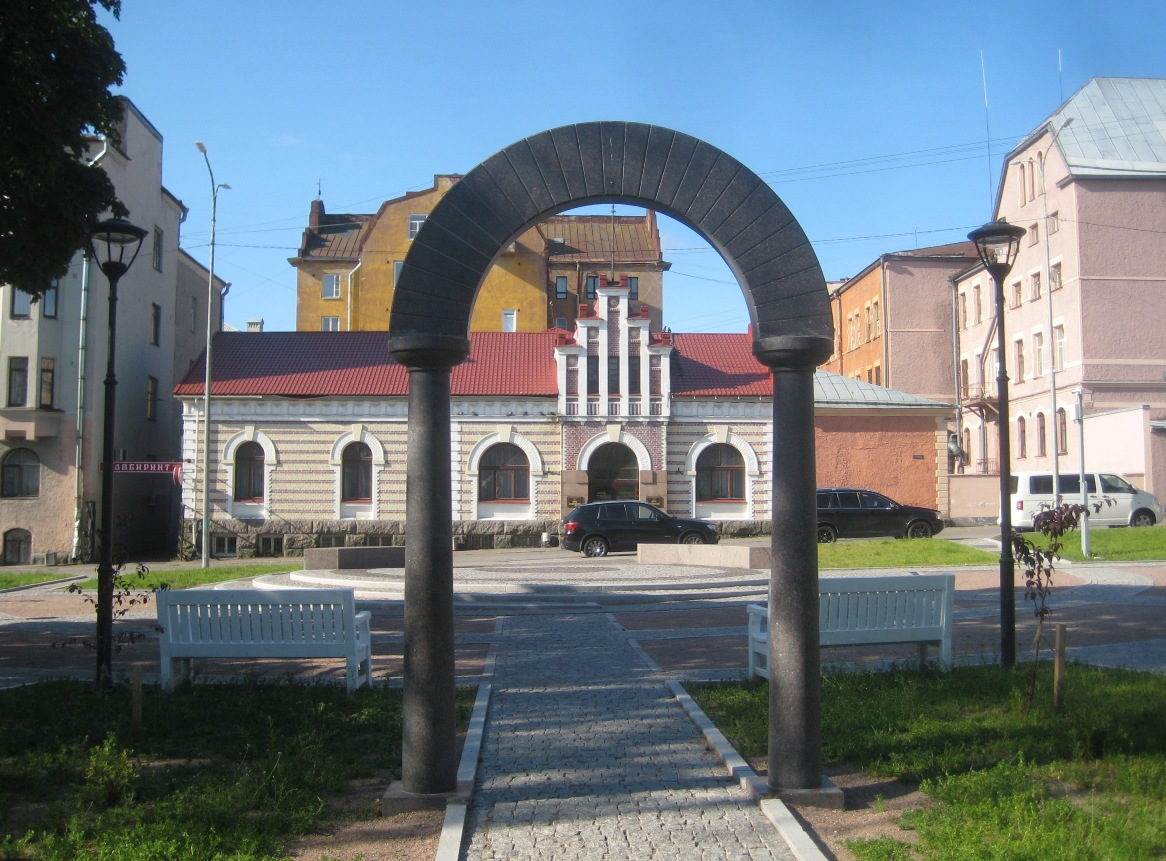
Сквер Молодёжи
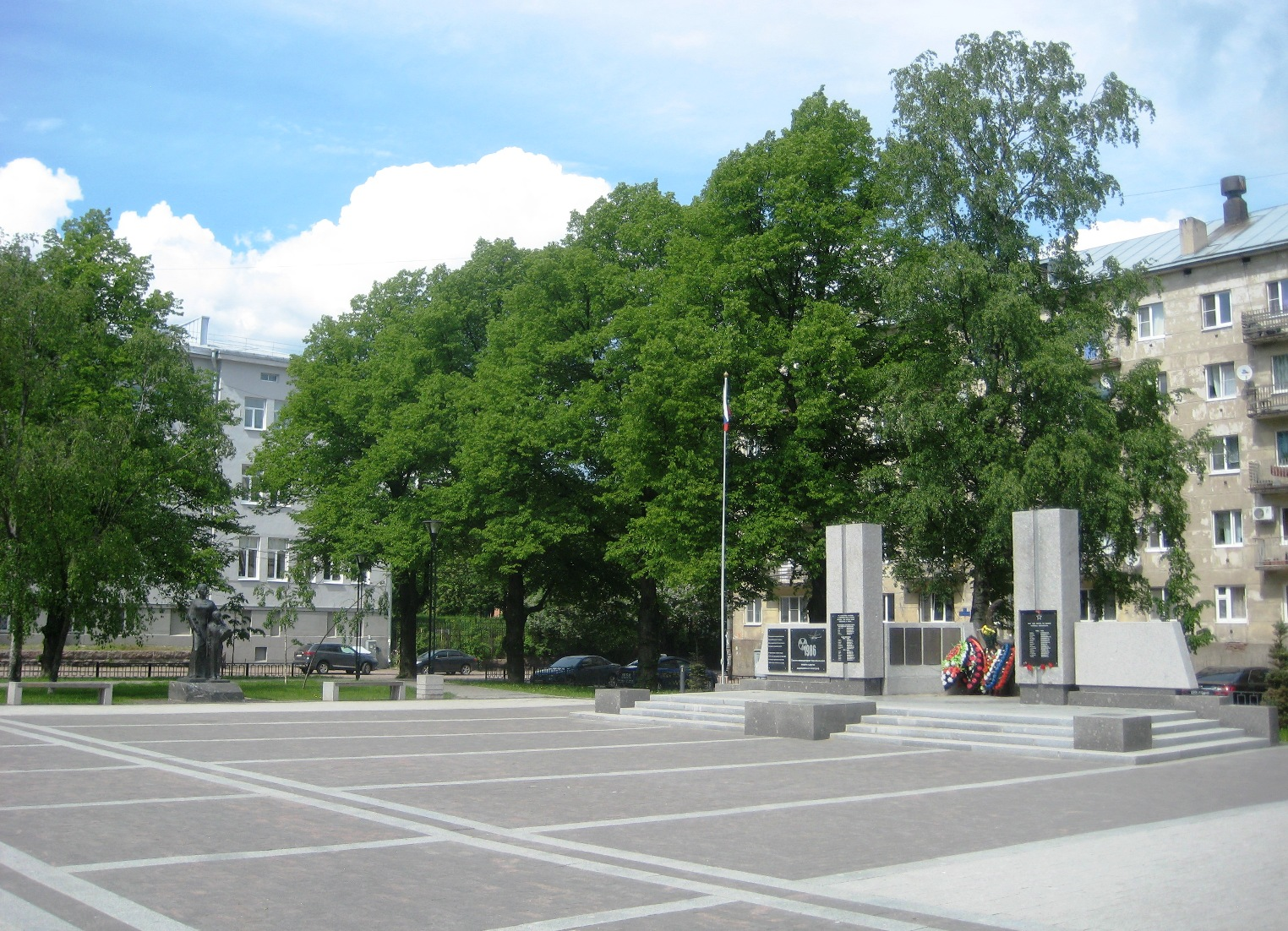
Сквер Мужества
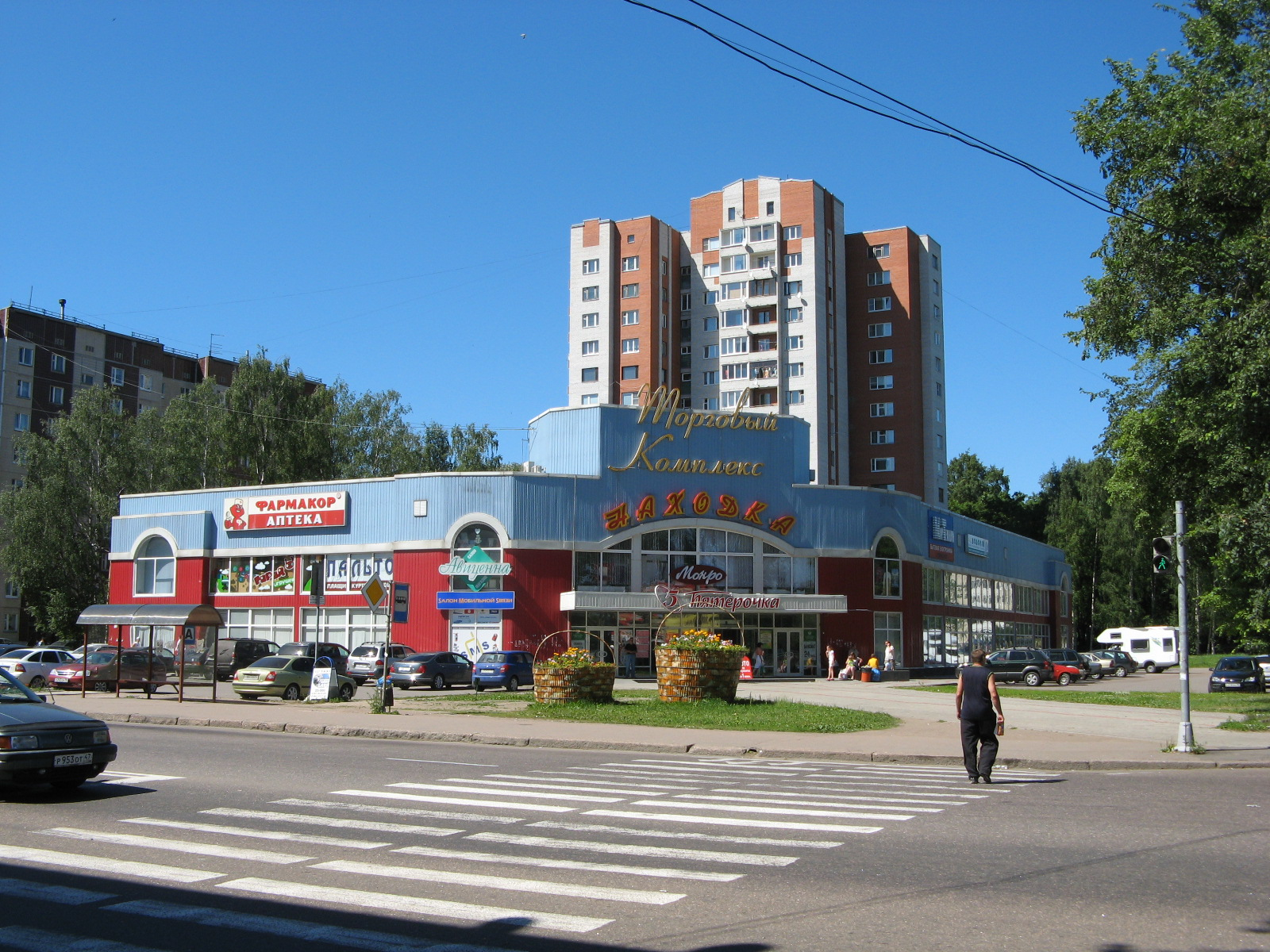
Магазин на углу с Приморской улицей (дом № 57)
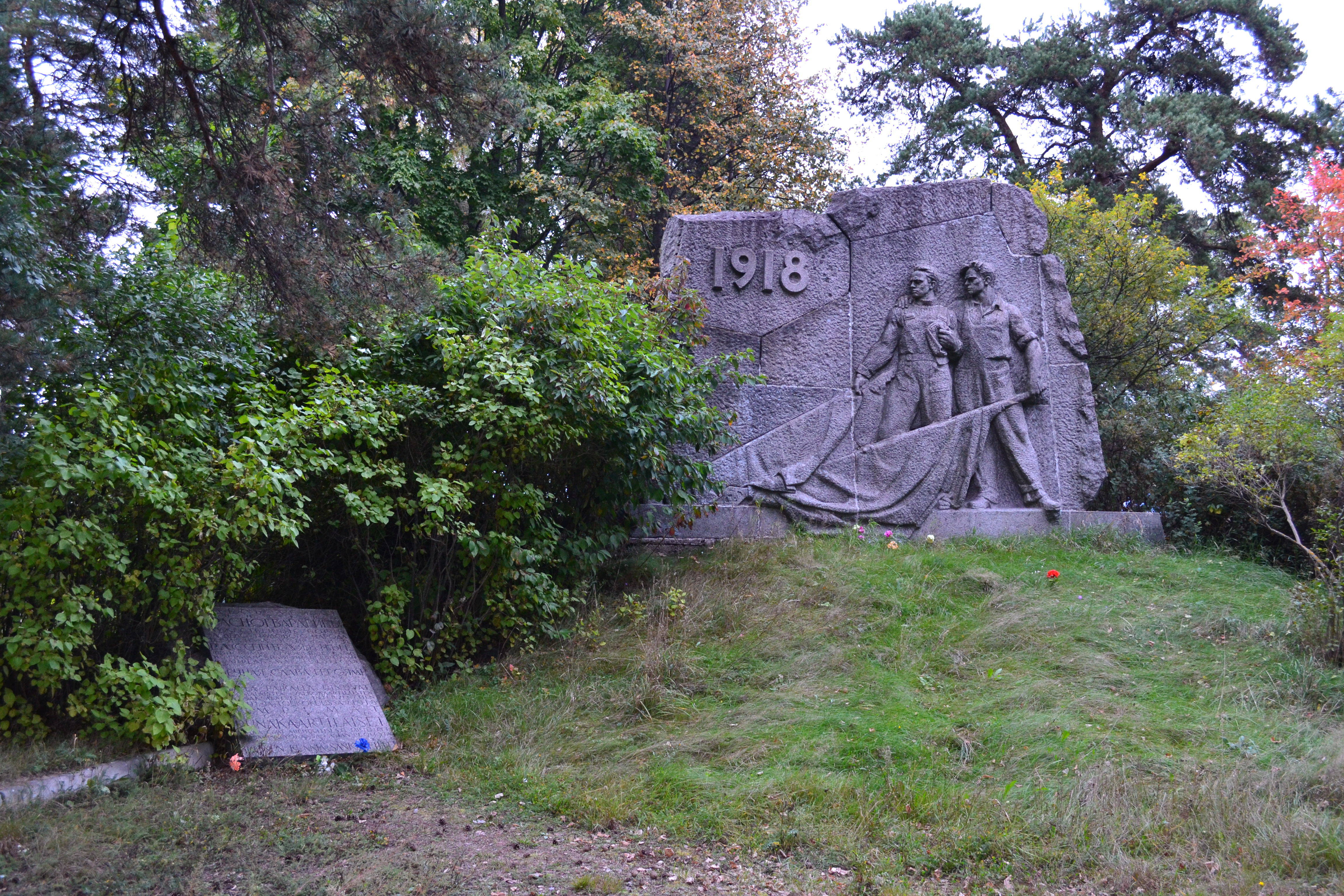
Памятник финским красногвардейцам
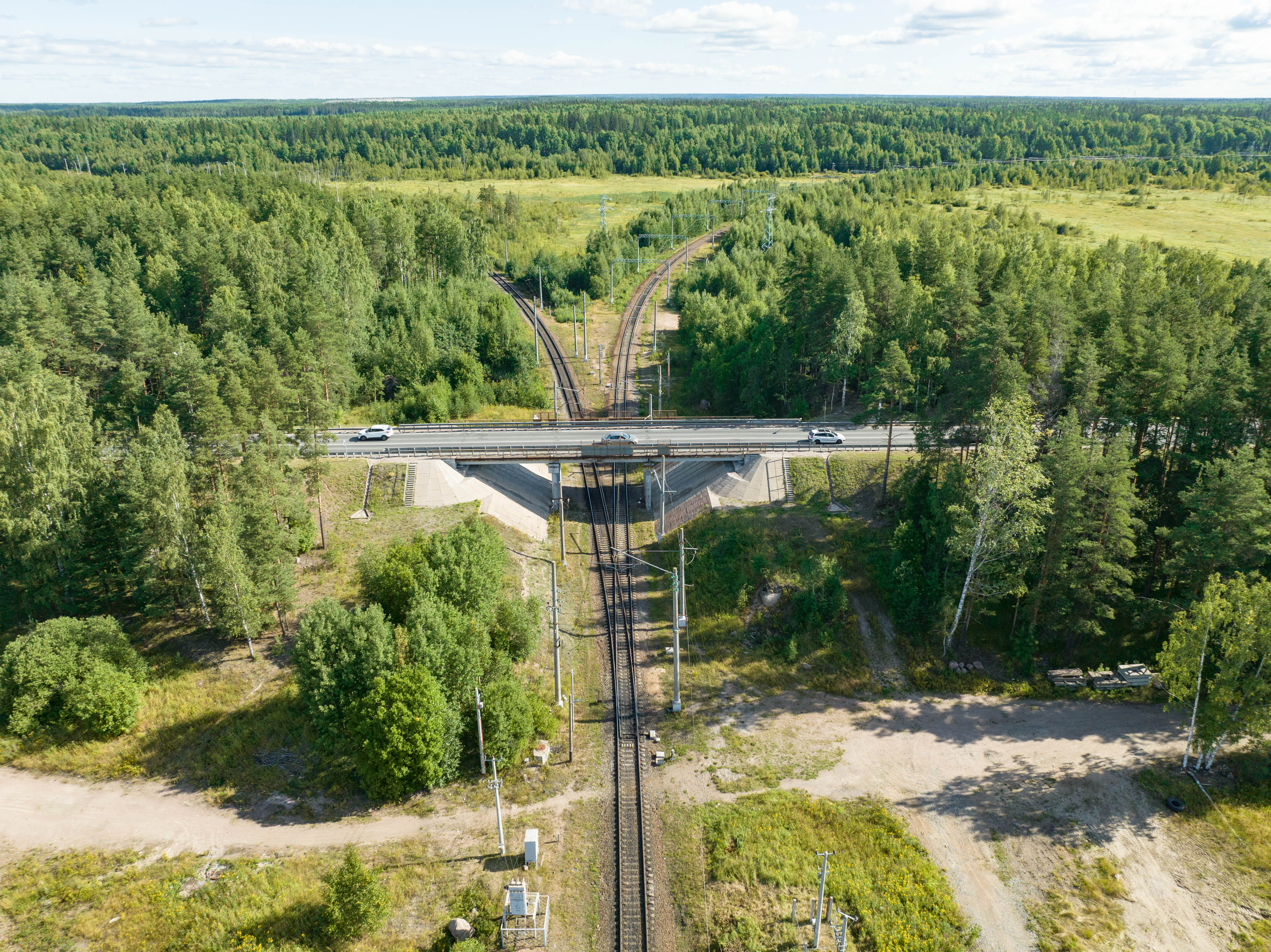
Лазаревский путепровод